# Baba Yaga
Чтобы прочитать о фольклорном персонаже, см. Баба-Яга.
Bába Yagá (читается и переводится как Ба́ба Яга́) — интернациональная фолк-группа, состоящая из ирландских и венгерских рок-музыкантов и исполнителей народных песен. Группа исполняет музыку, состоящую из комбинации русских народных мотивов и песенных традиций с рок/поп мелодией и гармонией. Основана в 1989 году на Сицилии, в городе Агридженто.

## История
В 1989 году в городе Агридженто во время проведения фестиваля, коллектив Русской хоровой фольклорной песни «Карагод» встретился с ирландским певцом и гитаристом Джейми Винчестером (Jamie Winchester) и венгром Чаба Лукашом.
Именно тогда постояльцы отеля и будущие коллеги по творчеству неожиданно услышали «Ой, то не вечер». Исполнение произвело сильное впечатление на рок-музыкантов, и те предложили русским создать совместную группу. Так родился новый коллектив «Баба-Яга».
В 1990 году был выпущен дебютный альбом Baba Yaga. Второй альбом был записан и выпущен в Венгрии. Музыка «Бабы-Яги» заинтересовала продюсера Leslie Mandoki и немецкую звукозаписывающую компанию DSB. Результатом сотрудничества стал Where Will Tou Go (иногда также называемый одноименным Baba Yaga), записанный в Мюнхене и Будапеште в 1992 году и выпущенный в продажу в Европе в 1993-м.
Композиции группы стали звучать в эфире Европейских радиостанций. Мощь музыки и заразительное веселье, которое излучали музыканты, позволили группе интенсивно гастролировать с концертами и принимать участие в крупных фестивалях: Glastonbury (GB), Arezzo Wave (I), Rudolstadt, Koln, Open Ohr Mainz (G), D’Ete Nantes (FR), Tilburg, Terschelling (NL), Kalaka Festival (HU) и других.
Из треков альбома наибольшую известность получила песня «So Ends Another Day». Она широко ротировалась радиостанциями, в частности станцией «Наше Радио» и была использована в качестве саундтрека в российском фильме «Волчья Кровь» 1995 года.
Последний альбом «Secret Combination» был записан в Будапеште и Москве. Вышел в России в 1999 году (переиздан в 2002), в Венгрии три года спустя. Российское переиздание 2002 года отличается от европейского тем, что на нём присутствует песня «Day To Die» («Чёрный ворон»).
24 августа 2008 на фестивале А38 в Будапеште прошло последнее выступление группы «Баба Яга». Хотя официального объявления о роспуске группы не было, с тех пор никаких известий о ее деятельности нет.
В 90-х годах Джейми Винчестер работал в качестве музыкального продюсера с несколькими проектами, в 2001 году основал группу под названием Boom-Boom Tátraival, которая выпустила два альбома и распалась в 2002 году. В 2011 году Boom-Boom вновь объединились и дали несколько концертов.
В 2001 Винчестер совместно с венгерским гитаристом и клавишником Робертом Хруткой (R-Go, Rapulok, Lerch Istvan es baratai, Bon Bon) основали группу, издавшую в том же году один альбом It’s Your Life под вывеской Jamie Winchester & Hrutka Robert. В 2008 году группа отыграла на фестивале Ugyan V’Moto-Рок прощальный концерт.
В 2009 году Джейми Винчестер записал сольный альбом The Crack Are Showing. В октябре 2012 года Джейми Винчестер вернулся в Ирландию, где продолжает заниматься музыкой и периодически дает концерты со своей группой.
В феврале 2016 года сайт Academia назвал альбом Secret Combination лучшим поп-рок альбомом 2016 года.

## Участники

### Состав
- Джейми Винчестер — гитара, лид-вокал (1989 — 2008)
- Тибор Борнаи — клавишные, вокал (1989 — 2008)
- Владимир Абаньшин — вокал, этнические инструменты (1989 — 2008)
- Галина Иванова — вокал, этнические инструменты (1989 — 2008)
- Анна Павленко — вокал, этнические инструменты (1989 — 2008)
- Михаил Емельянов — вокал, этнические инструменты (1989 — 2008)

### Бывшие участники
- Жолт Галантаи — (1991—2002) — ударные
- Михали Гусар — (1991—2004) — бас-гитара, вокал
- Шандор Тиба — ударные (2004—2006)
- Петер Дандо (1999, 2002)
- Бела Дьенес (1999, 2002)
- Анатолий Кондратков — (1992, 1999, 2002) — вокал, этнические инструменты †
- Павел Скитиков — (1989—1993) — вокал, этнические инструменты
- Татьяна Скитикова (Алексеева) — (1989—1993) — вокал, этнические инструменты

### Сессионные музыканты
- Дандо Пэтер — (1999, 2002)
- Гинес Белла — (1999, 2002)
- Анатолий Титов — (1992, 1999, 2002) — этнические инструменты

## Дискография

### Baba Yaga (1990)
1. All Work and No Play
2. Side to Side
3. Magical Wheel
4. Fill
5. His Secret
6. Travushka
7. It’s Me
8. Beating My Dreams Away
9. Days of Gold
10. Fill
11. Goodbye

В 1992 году альбом был переиздан под тем же названием.

### Where Will You Go (также известен под названиямиBaba Yagaи«Куда ты пойдешь?»в русском переиздании) (1993)
Из треков альбома наибольшую известность получила песня «So Ends Another Day». Она широко ротировалась на радио. Песня представляет собой переработку русской народной песни «Ой, то не вечер». В альбоме также представлена кавер-версия песни «Back in the USSR» группы The Beatles. В России переиздавался под названием «Куда ты пойдешь?»
1. Where Will You Go
2. So Ends Another Day
3. Side to Side
4. Red Bird
5. Time To Try
6. Back in the USSR
7. All Work and No Play
8. It’s Me
9. Days of Old
10. Beating My Dreams Away
11. All the Lights

### Secret Combination (1999)
Альбом вышел в России в 1999 году и в Венгрии в 2002 году.

#### Список композиций альбома
1. Secret combination
2. Day to Die
3. Edge
4. You Cant Always Get What You Want
5. Boy And A Girl
6. Rusalco
7. Wonderland
8. Anyway
9. Playing With My Mind
10. Back in the USSR
11. Lonely Man’s Song